# دونالد دبليو. مولوي
دونالد دبليو. مولوي (بالإنجليزية: Donald W. Molloy)‏ هو محامي وقاضي أمريكي، ولد في 1946 في بوتي في الولايات المتحدة.